# Traste Lindén
Mats Anders "Traste" Lindén, född den 6 maj 1960, är en svensk artist och låtskrivare. Han är son till Staffan Lindén. 
Lindén var 1972–1983 sångare i Traste & Superstararna samt 1986–1995 sångare i Traste Lindéns Kvintett. Efter 1995 har han bland annat ägnat sig åt familjen och har förklarat att han inte har några planer på att återvända till musiken.
Lindén var programvärd för Sveriges Radios Sommar den 23 juli 1992.